# بيتر كورتيس (تنس)
بيتر كورتيس (بالإنجليزية: Peter Curtis)‏ مواليد 29 أغسطس 1945 في إنجلترا، هو لاعب كرة مضرب بريطاني. هو أحد أبطال الجراند سلام حيث فاز ببطولة أمريكا المفتوحة للتنس.

## النهائيات

### الزوجي المختلط (الألقاب 1)
| الحصيلة | السنة | البطولة                     | الشريك       | المنافس في النهائي  | النتيجة في النهائي |
| ------- | ----- | --------------------------- | ------------ | ------------------- | ------------------ |
| الفوز   | 1968  | بطولة أمريكا المفتوحة للتنس | ماري آن إيسل | جيري بيري توري فرتز | 6–4, 7–5           |

## روابط خارجية
- بيتر كورتيس على موقع رابطة محترفي التنس (الإنجليزية)
- بيتر كورتيس على موقع الاتحاد الدولي لكرة المضرب (الإنجليزية)
- بيتر كورتيس على موقع كأس ديفيز (الإنجليزية)
- بيتر كورتيس على موقع خلاصة التنس.كوم (الإنجليزية)